# 1313
1313 (MCCCXIII) a fost un an obișnuit al calendarului iulian, care a început într-o zi de miercuri.

## Evenimente
- 7 ianuarie: Cangrande della Scala, senior de Verona, înfrânge pe padovani la Carnisano Vicentino.
- 6 martie: Ca urmare a eșecului său în fața Florenței, Henric al VII-lea se retrage la Pisa.
- 25 aprilie: Împăratul Henric al VII-lea de Luxemburg îl declară pe regele Robert I al Neapolelui ca dușman al Imperiului; Comuna din Florența îl proclamă pe cel din urmă ca senior al orașului.
- 7 august: Henric al VII-lea părăsește Pisa, pentru a începe războiul împotriva lui Robert I de Neapole.
- 24 august: În plină confruntare cu Regatul Neapolelui și cu Papalitatea, împăratul Henric al VII-lea încetează din viață.
- 22 septembrie: Uguccione della Faggiuola preia conducerea la Pisa; după ce provoacă ravagii în regiunea Luccăi, intră în conflict cu Florența.
- 9 noiembrie: Bătălia de la Gamelsdorf. Ducele Ludovic de Bavaria înfrânge pe vărul său, Frederic I de Austria; Bavaria se emancipează de sub tutela austriacă.

### Nedatate
- Cavalerii din Rodos lansează un apel pentru colonizarea insulei.
- Fondarea Ordinului rosicruciferilor.
- Mamelucii din Siria resping o nouă invazie a mongolilor hulagizi.

## Arte, științe, literatură și filosofie
- Dante Alighieri scrie De Monarchia.
- Este întemeiată mănăstirea Banjska, de către Ștefan Uroș al II-lea Milutin al Serbiei.

## Nașteri
- 17 aprilie: Constantin al III-lea, rege al Armeniei (d. 1362)
- 16 iunie: Giovanni Boccaccio, poet și cărturar italian (d. 1375)
- Cola di Rienzo, om politic italian (d. 1354)[1]
- Ibn al-Khatib, filosof, istoric și om politic arab (d. 1374)

## Decese
- 20 aprilie: Boleslaw al II-lea, duce de Mazovia (n. ?)
- 24 august: Henric al VII-lea de Luxemburg, împărat romano-german (n. 1275)
- 16 septembrie: Notburga de Eben, sfântă din Austria (n. 1265)

### Nedatate
- martie: Guillaume de Nogaret, consilier al regelui Filip al IV-lea al Franței (n. 1260)
- Bonvesin de la Riva, scriitor italian (n. 1240)
- George al V-lea (Magnificul), rege al Georgiei (n. 1286/1289)
- Guglielmo Agnelli, sculptor italian (n. 1238)

## Înscăunări
- Frederic de Habsburg, ca antirege în Germania (1313-1322).